# Stefano Boco
Stefano Boco (Colle di Val d'Elsa, 20 gennaio 1956) è un politico italiano.

## Biografia
Imprenditore commerciale, dopo aver studiato letteratura all'università di Firenze negli anni settanta è stato tra i pionieri della libera informazione radiofonica. Consigliere comunale di Colle di Val d'Elsa ed esponente dei Verdi, ne è stato segretario regionale in Toscana nel 1993 e poco dopo entrò nel consiglio nazionale dello stesso partito.
Eletto senatore al termine delle elezioni politiche del 1996 (è stato il più giovane senatore eletto in quella legislatura) ha confermato il suo seggio nel 2001 e nella XIV legislatura è stato vicepresidente della Commissione Affari esteri e presidente del gruppo parlamentare dei Verdi nel Senato. Al termine delle elezioni politiche del 2006 è invece approdato alla Camera.
Dal 18 maggio 2006 ha fatto parte del secondo governo Prodi in qualità di sottosegretario alle Politiche Agricole e Forestali.